# Кожуховская станция аэрации
Кожуховская станция аэрации — первая в СССР станция, предназначенная для интенсивной очистки городских сточных вод. Располагалась на юго-востоке Москвы, на территории бывшей деревни Кожухово.

## История
Станция была введена в эксплуатацию в 1929 году. Предполагалось, что она будет обслуживать районы города, находящиеся на юге, на правом берегу Москвы-реки (в границах того времени). После начала работы Кожуховская станция аэрации постепенно увеличивала производительность. Предельный расход сточных вод составлял 55,3 тыс. м³ в сутки. В 1970 году станцию закрыли, нагрузка была распределена между другими станциями.
Опыт станции существенно помог в дальнейших работах по очистке вод. Наблюдения, организованные на Кожуховской станции аэрации в 1934 году, продемонстрировали, что работа вторичных отстойников может служить индикатором предельной концентрации активного ила, которая может поддерживаться в аэротенках, так как для вторичных отстойников определяется максимальная концентрация ила, при которой они могут функционировать, зависящая от нагрузки на отстойники.
Благодаря опыту Кожуховской станции аэрации стало возможным отойти от устройства илоуплотнителей и использовать весь избыточный активный ил в преаэраторах. Опыт эксплуатации Кожуховской станции аэрации продемонстрировал, что для подачи выгружаемого осадка из метантенка в камеру выпуска имеющийся свободный напор около 1 м слишком мал.